# Philodendron romeroi
Philodendron romeroi är en kallaväxtart som beskrevs av Michael Howard Grayum. Philodendron romeroi ingår i släktet Philodendron och familjen kallaväxter.
Artens utbredningsområde är Colombia. Inga underarter finns listade.